# Glycaspis hirsuta
Glycaspis hirsuta är en insektsart som först beskrevs av Walter Wilson Froggatt 1903.  Glycaspis hirsuta ingår i släktet Glycaspis och familjen rundbladloppor. Inga underarter finns listade i Catalogue of Life.